# 王時習
王時習（1375年—？），字勉學，江西南安府南康縣在城一坊人，明朝政治人物。進士出身。

## 生平
江西鄉試六十六名。永樂十年（1412年）壬辰科會試二十一名，殿試登進士第三甲第三十九名。

## 家族
曾祖王誠。祖父王啟賢，曾任蘭縣倉大使。父亲王敏道。